# Vliegend tapijt (attractie)
Een flying carpet of vliegend tapijt is een attractietype dat erg lijkt op een schommelschip. Een vliegend tapijt is een attractie waarbij het lijkt alsof men vliegt, wat ook de naam 'vliegend tapijt' verklaart.  Een Vliegend Tapijt is niet hetzelfde als een Rainbow.
In een flying carpet zitten de passagiers op een platform dat tijdens de rit altijd horizontaal staat en draait dus niet ondersteboven. Het platform wordt meestal gedragen door 1, 2 of 4 armen die kunnen zorgen voor een volledige rotatie (360°), waardoor men een windmoleneffect rijgt. De stoeltjes staan 90 graden gedraaid ten opzichte van de bewegingsrichting van de armen. Hierdoor maakt de inzittende voorwaartse en achterwaartse bewegingen. Dit in tegenstelling tot de Rainbow waar men naar links en rechts worden bewogen.

## Vliegende tapijten in Europa
- Crazy Bus in  Energylandia
- Der lustige Papagei in  Phantasialand
- Dream Catcher in  Attractiepark Slagharen (beter bekend onder de eerste naam Zwunka - afgebroken in 2012 in verband met plaatsmaken voor nieuwe attracties)
- Fliegender Teppich in  Tekiřdag Park
- Flygande Mattan in  Gröna Lund
- Gekke Koets in  Bellewaerde Park
- Het Vliegende Tapijt (tot 1999) in  Meli Park
- Le Cheval de Troie in  Parc Astérix
- Le Tapis Volante in  Walibi Belgium
- Monsunen in  Tivoli Gardens (hangend)
- Vliegende Bus in  Julianatoren
- Quantum in  Thorpe Park